# The Green Terror
The Green Terror er en britisk stumfilm fra 1919 af W. P. Kellino.

## Medvirkende
- Aurelio Sidney som Beale
- Heather Thatcher som Olive Crosswell
- W. T. Ellwanger som Dr. Harden
- Cecil du Gue som Punsunby
- Maud Yates som Hilda Glaum